# Административно-территориальное деление Сокольского района (Вологодская область)
Сокольский район — административно-территориальная единица в Вологодской области Российской Федерации. В рамках организации местного самоуправления ему соответствует одноимённое муниципальное образование Сокольский муниципальный район.
Административный центр — город Сокол.

## Административно-территориальные единицы
Сокольский район в рамках административно-территориального устройства, включает 12 сельсоветов, а также 1 город областного значения (Сокол) и 1 город районного значения (Кадников).
| №  | Сельсовет     | Соответствующее муниципальное образование |
| -- | ------------- | ----------------------------------------- |
| 1  | Архангельский | Архангельское СП                          |
| 2  | Биряковский   | Биряковское СП                            |
| 3  | Боровецкий    | Пригородное СП                            |
| 4  | Воробьёвский  | Воробьёвское СП                           |
| 5  | Двиницкий     | Двиницкое СП                              |
| 6  | Замошский     | ГП город Кадников                         |
| 7  | Кадниковский  | ГП город Кадников                         |
| 8  | Кокошиловский | Архангельское СП                          |
| 9  | Нестеровский  | Архангельское СП                          |
| 10 | Пельшемский   | Пельшемское СП                            |
| 11 | Пригородный   | Пригородное СП                            |
| 12 | Чучковский    | Чучковское СП                             |

## Муниципальные образования
Муниципальный район, в рамках организации местного самоуправления, делится на 9 муниципальных образований нижнего уровня, в том числе 2 городских и 7 сельских поселений.
| Муниципальное образование        | Административный центр | Административно-территориальные единицы (состав по структуре ОКАТО) |
| -------------------------------- | ---------------------- | ------------------------------------------------------------------- |
| город Сокол                      | Сокол                  | город Сокол                                                         |
| город Кадников                   | Кадников               | город Кадников, Кадниковский, Замошский сельсоветы                  |
| сельское поселение Архангельское | Архангельское          | Архангельский, Нестеровский и Кокошиловский сельсоветы              |
| сельское поселение Биряковское   | Биряково               | Биряковский сельсовет                                               |
| сельское поселение Воробьёвское  | Воробьёво              | Воробьёвский сельсовет                                              |
| сельское поселение Двиницкое     | Чекшино                | Двиницкий сельсовет                                                 |
| сельское поселение Пельшемское   | Марковское             | Пельшемский сельсовет                                               |
| сельское поселение Пригородное   | Литега                 | Боровецкий сельсовет, Пригородный сельсовет                         |
| сельское поселение Чучковское    | Чучково                | Чучковский сельсовет                                                |

### История муниципального устройства
Первоначально к 1 января 2006 года на территории муниципального района были образованы 2 городских и 11 сельских поселений. 
| Муниципальное образование        | Административный центр | Административно-территориальные единицы (состав по структуре ОКАТО) |
| -------------------------------- | ---------------------- | ------------------------------------------------------------------- |
| город Сокол                      | Сокол                  | город Сокол                                                         |
| город Кадников                   | Кадников               | город Кадников, Кадниковский сельсовет                              |
| сельское поселение Архангельское | Архангельское          | Архангельский сельсовет                                             |
| сельское поселение Биряковское   | Биряково               | Биряковский сельсовет                                               |
| сельское поселение Боровецкое    | Обросово               | Боровецкий сельсовет                                                |
| сельское поселение Воробьёвское  | Воробьёво              | Воробьёвский сельсовет                                              |
| сельское поселение Двиницкое     | Чекшино                | Двиницкий сельсовет                                                 |
| сельское поселение Замошское     | Замошье                | Замошский сельсовет                                                 |
| сельское поселение Кокошиловское | Великий Двор           | Кокошиловский сельсовет                                             |
| сельское поселение Нестеровское  | Нестерово              | Нестеровский сельсовет                                              |
| сельское поселение Пельшемское   | Марковское             | Пельшемский сельсовет                                               |
| сельское поселение Пригородное   | Литега                 | Пригородный сельсовет                                               |
| сельское поселение Чучковское    | Чучково                | Чучковский сельсовет                                                |

Законом Вологодской области от 13 апреля 2009 года было упразднено сельское поселение Кокошиловское (включено в Нестеровское). 
Законом Вологодской области от 30 мая 2013 упразднено сельское поселение Замошское (включено в городское поселение город Кадников). 
| Муниципальное образование        | Административный центр | Административно-территориальные единицы (состав по структуре ОКАТО) |
| -------------------------------- | ---------------------- | ------------------------------------------------------------------- |
| город Сокол                      | Сокол                  | город Сокол                                                         |
| город Кадников                   | Кадников               | город Кадников, Кадниковский, Замошский сельсоветы                  |
| сельское поселение Архангельское | Архангельское          | Архангельский сельсовет                                             |
| сельское поселение Биряковское   | Биряково               | Биряковский сельсовет                                               |
| сельское поселение Боровецкое    | Обросово               | Боровецкий сельсовет                                                |
| сельское поселение Воробьёвское  | Воробьёво              | Воробьёвский сельсовет                                              |
| сельское поселение Двиницкое     | Чекшино                | Двиницкий сельсовет                                                 |
| сельское поселение Нестеровское  | Нестерово              | Нестеровский, Кокошиловский сельсоветы                              |
| сельское поселение Пельшемское   | Марковское             | Пельшемский сельсовет                                               |
| сельское поселение Пригородное   | Литега                 | Пригородный сельсовет                                               |
| сельское поселение Чучковское    | Чучково                | Чучковский сельсовет                                                |

Законом Вологодской области от 25 июня 2015 года упразднено сельское поселение Боровецкое (включено в Пригородное с административным центром в деревне Литега). 
Законом Вологодской области от 3 мая 2017 года упразднено сельское поселение Нестеровское (включено в сельское поселение Архангельское).